# 국장 (장례)

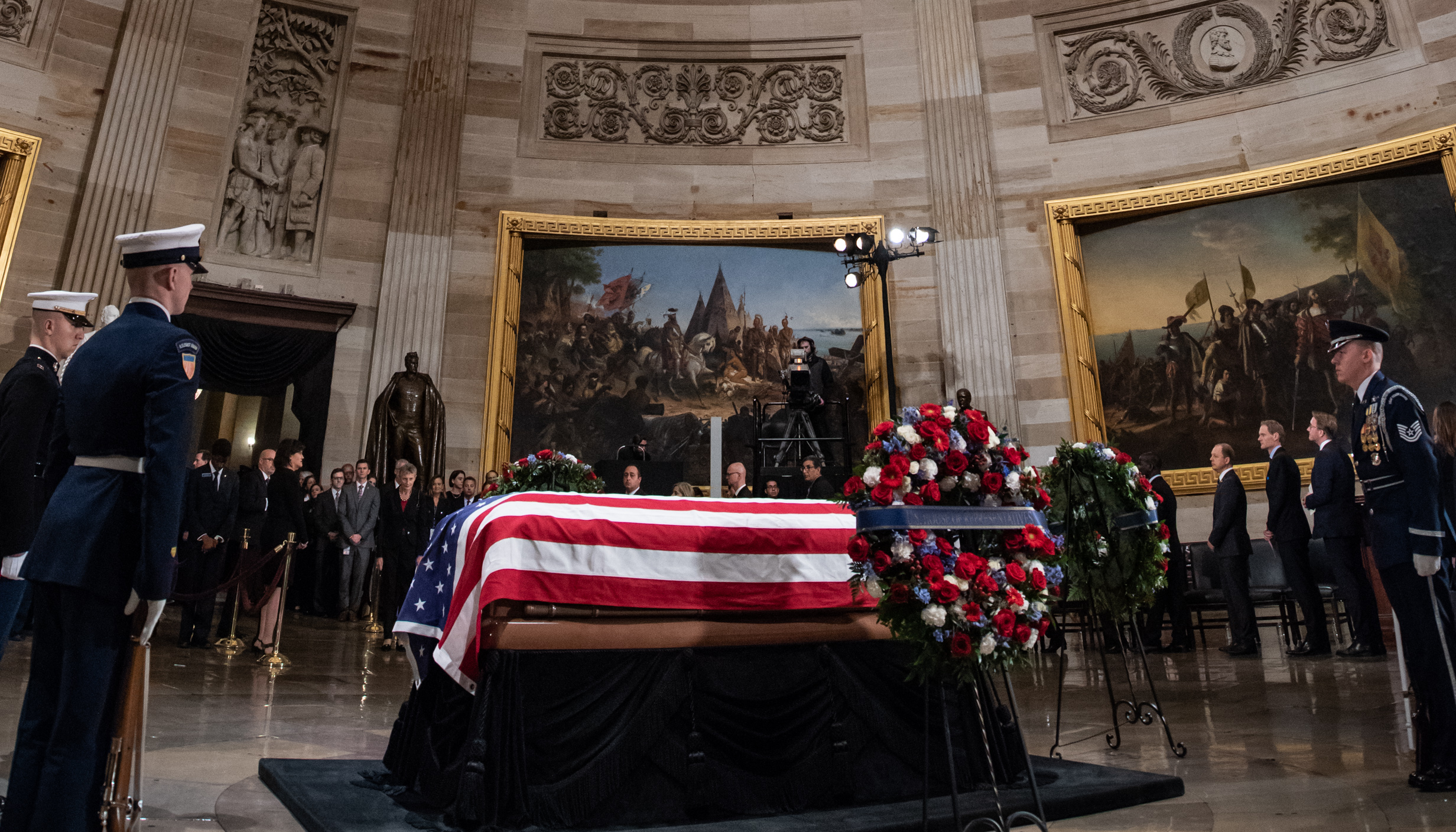
조지 H. W. 부시 전 미국 대통령의 국장

국장(國葬)은 장례의 형식으로, 국가나 사회에 현저한 공적을 남긴 사람의 장례를 국비로 치르는 것을 말한다. 많은 국가에서 이와 같은 장례 형식을 가지고 있다.

## 대한민국의 국장
대한민국의 국장은 대통령을 역임 하였거나 국가 또는 사회에 현저한 공훈을 남김으로써 국민의 추앙을 받는 사람이 사망하였을 때, 국가가 모든 경비를 부담하고, 국가의 명의로 거행한 장례 의전이었다. 2011년 5월 30일 국장과 국민장이 국가장으로 통합되면서 폐지되었다.
국장은 조선시대의 국상제도에서 그 연원을 찾을 수 있다. 국상은 태상왕과 대왕대비, 상왕과 왕대비, 왕과 왕비, 왕세자와 왕세자빈, 왕세손과 왕세손빈까지를 대상자로 삼았으며 국상의 기간은 대개 6개월이었다. 국상 기간에는 모든 백성이 상복을 입었으며 장례를 담당하는 국상도감이 설치되기도 했다.
과거 국장 대상자는 행정안전부 장관의 제청으로 국무회의의 심의를 거쳐 대통령이 결정하고, 장의 비용은 전액 국비로 치렀다. 장의기간은 9일 내로 하고 장의기간 중에는 조기를 게양하였다. 또한 장의기간 중 모든 국민은 음주와 가무를 삼가고, 방송이나 신문도 고인의 업적을 보도해 애도의 뜻을 표하였다. 영결식 당일에는 모든 관공서가 휴무에 들어갔다.

### 영결식
영결식은 국장 기간의 마지막 날 이루어진다. 일반적으로 영결식을 마지막으로 빈소를 정리하지만, 국장의 경우 각지의 빈소는 영결식이 끝나도 빈소를 정리하지 않고 조문을 받기도 한다. 국장의 영결식 순서는 대개 국민장의 순서와 동일하며, 「국장·국민장에 관한 법률」과 그 관계 법령에 따른다.
1. 개식 : 장내에 영결식의 시작을 알린다.
2. 국기에 대한 경례
3. 고인에 대한 묵념
4. 고인의 약력 보고 : 고인의 생전 삶을 간략하게 알린다.
5. 조사(弔辭) : 조문의 뜻을 표하고 생전의 업적을 기리는 글을 낭독한다.
6. 추도사(追悼辭) : 고인을 슬퍼하며 추도의 뜻을 표하는 글을 낭독한다.
7. 종교 의식 : 불교 · 개신교 · 천주교 · 원불교 등 각 종교의 장례 의식을 행한다.[2]
8. 고인의 육성 근청 (고인의 생전 영상 시청)
9. 헌화 및 분향
10. 조가 (추모 공연)[3]
11. 조총 발사
12. 폐식

### 사례
- 1979년 11월 3일 - 박정희, 대통령 재임 중 사망하였으며, 법정 최고 기간인 9일장으로 치러졌다[4].
- 2009년 8월 23일 - 김대중, 대통령 퇴임 후 사망하였으며, 임시 공휴일을 지정하는 문제와 형평성 문제로 인해 6일장으로 치러졌다.[5]

### 박정희 전 대통령 국장
박정희 전 대통령 국장은 1979년 11월 3일 오전 10시 중앙청 앞 마당에서 거행됐다. 사회는 김창식 소청심사위원장이 맡았다. 국장에는 유족과 41개국 조문사절 및 각계인사 등 3천여명이 참석했다. 운구 행렬은 중앙청에서 서울 시내를 시가행진한 뒤 바로 국립묘지로 이동하여 오후 2시부터 안장식을 가졌다. 각계 지도자들의 추모헌화와 개신교, 불교, 천주교 대표자의 종교의식이 끝난 뒤 지석이 매장되고 취토가 뿌려졌다.

### 김대중 전 대통령 국장
김대중 전 대통령 국장은 2009년 8월 23일 오후 2시 국회의사당 앞 마당에서 거행됐다. 1979년 이후 30년 만에 치러지는 2번째 국장으로 사회는 조순용 청와대 전 민정 수석과 손숙 전 환경부 장관이 맡았다. 국장에는 정관계 주요 인사와 주한 외교 사절 유족 등 2만 4000여명이 참석했다. 운구 행렬은 여의도 민주당사를 거쳐 동교동 사저에 머무른 뒤 인근 김대중도서관을 둘러본 후 다시 이동, 서울광장에서 추모제를 연 후 국립서울현충원으로 이동하여 오후 5시가 넘어 안장식을 가졌다.
대한민국의 국장 대상자
- 박정희 제5~9대 대통령
- 김대중 제 15대 대통령

## 조선민주주의인민공화국의 국장
조선민주주의인민공화국의 국장은 국가적으로 지내는 장례로서, 사회에, 당의 발전에 현저한 공훈을 남김으로써 인민의 추앙을 받는 사람이 사망하였을 때, 국가가 모든 경비를 부담하고, 국가의 명의로 거행하도록 하고 있다 단 최고존엄인 김씨왕조는 다른 장례식과 다르게 성대하게 한다.
조선민주주의인민공화국의 국장 대상자
- 김일성 1대 최고령도자(수령) (1994)
- 김정일 2대 최고령도자(수령) (2011)

조선민주주의인민공화국의 국장에 준하는(준국장) 대상자
- 리종옥 최고인민회의 상임위원회 명예부위원장(1999)
- 김병식 전 국가 부주석(1999)
- 전문섭 전 최고인민회의 상임위 명예부위원장(1998)
- 최광 전 인민무력부장(1997)
- 김광진 전 인민무력부 제1부부장(1997)
- 리승기 전 과학원 함흥분원 원장(1996)
- 오진우 전 인민부력부장(1995)
- 김봉률 전 인민무력부 부부장(1995)
- 강희원 전 내각 부총리(1994)
- 서철 전 노동당 정치국 위원(1992)[7]
- 최용건 전 국가부주석, (1972)
- 김책 전 인민군 참모장 (1951)
- 박성철 전 총리 (2008)
- 리을설 조선로동당 중앙위원회 위원(2015)
- 현철해 조선인민군 원수 (2022)

## 일본의 국장
일본의 국장은 1947년까지 통치하며 1989년에 사망한 히로히토가 대표적인 국장(國葬)으로 볼 수 있다.
일본국의 국장 대상자
- 히로히토 제124대 천황
- 아베 신조 일본국 내각총리대신

## 같이 보기
- 국가장
- 국민장
- 사회장